# Walter Klapproth
Walter Klapproth (* 1. Januar 1921; † 17. November 1972) war ein deutscher Fußballspieler. Zwischen 1950 und 1953 spielte er 63-mal für EHW/Stahl Thale in der DDR-Oberliga, der höchsten Spielklasse im DDR-Fußball. 1950 gewann er mit der SG EHW den DDR-Fußballpokal.

## Sportliche Laufbahn
1950 war für den Fußballsport in Thale das erfolgreichste Jahr nach dem Zweiten Weltkrieg. Zunächst gewann die SG Eisenhüttenwerk Thale die Fußballmeisterschaft in Sachsen-Anhalt, danach qualifizierte sich die Sportgemeinschaft über die Aufstiegsrunde für die DDR-Oberliga und schließlich gewann sie am 3. September 1950 das Endspiel um den DDR-Fußballpokal durch einen 4:0-Sieg über KWU Erfurt. An allen drei Ereignissen war auch Mittelfeldspieler Walter Klapproth beteiligt.
Klapproth wurde bereits in seiner ersten Oberligasaison 1950/51 zum Stammspieler. Von den 34 ausgetragenen Punktspielen bestritt er 31 Partien und erzielte drei Tore. Im Laufe der Spielzeit wurde die SG EHW in die Betriebssportgemeinschaft (BSG) Stahl Thale umgewandelt. 1951/52 musste Klapproth mehrfach aussetzen und konnte auch in den letzten zehn Oberligaspielen nicht eingesetzt werden. Er absolvierte nur 19 von 36 Punktspielen, kam aber noch zu zwei Torerfolgen.
1952/53 war bereits Klapproths letzte Oberligaspielzeit. Bei 32 Punktspielen kam er zu Beginn der Hinrunde nur siebenmal zum Einsatz, am Ende der Rückrunde bestritt er noch acht Oberligaspiele. Tore erzielte er nicht mehr. Damit war seine Karriere im höherklassigen Fußball beendet.
Klapproth verstarb bereits 1972 im Alter von 51 Jahren nach längerer Krankheit.